# Urban exploration

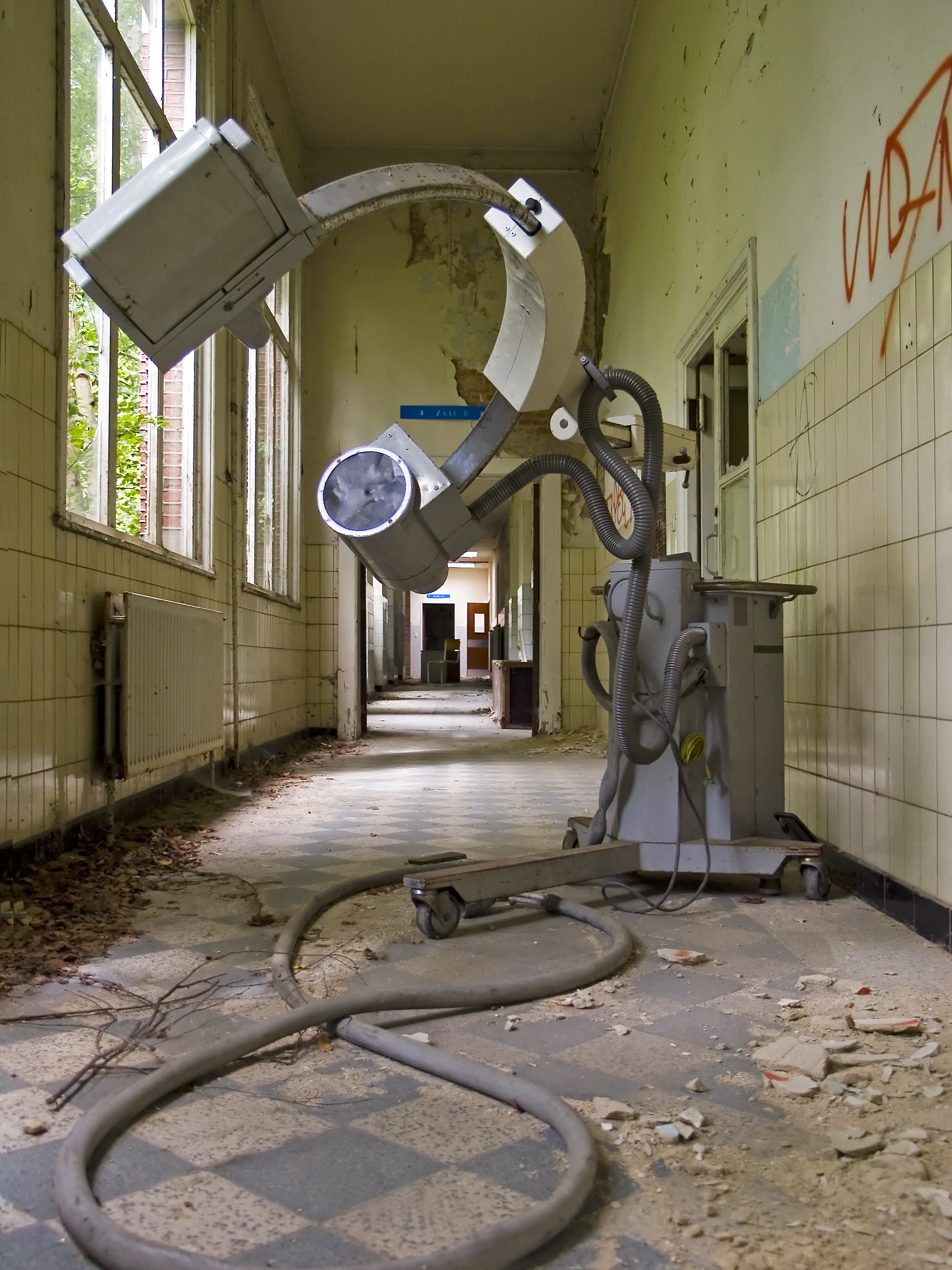
Opuszczony szpital wojskowy, Antwerpia

Urban exploration (często skracane do urbex lub UE – eksploracja miejska) – forma aktywności polegająca na eksploracji zazwyczaj niewidocznych lub niedostępnych budowli i elementów infrastruktury miejskiej. Urban exploration jest także często nazywane infiltracją, jednakże panuje opinia, że infiltracja jest bardziej związana z eksploracją czynnych lub niezamieszkanych miejsc. W Stanach Zjednoczonych używa się także terminu draining (od drain – kanał ściekowy – eksploracja kanałów), speleologia miejska (ang. urban spelunking), urban caving, vadding, hackowanie budynków (ang. building hacking), hackowanie rzeczywistości (ang. reality hacking), hackowanie dachów i tuneli (ang. roof and tunnel hacking).

## Cele eksploracji
Eksploratorzy miejscy próbują dostać się do poniższych miejsc.

### Miejsca opuszczone

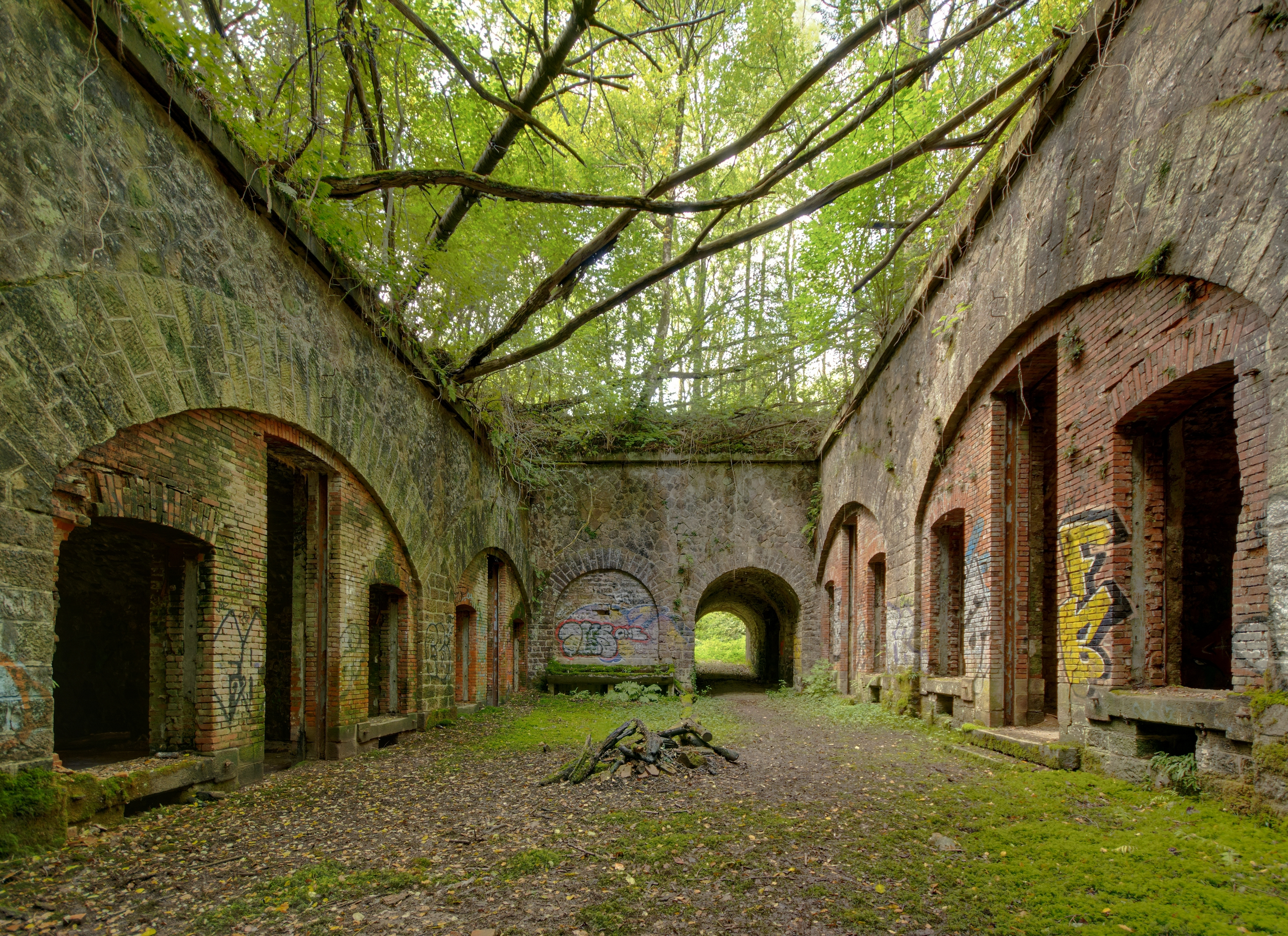
Dziedziniec Fort d'Arches, Pouxeux

Wyprawy na teren opuszczonych budynków są najczęstszym przykładem urbexu. Mogą to być zarówno pojedyncze obiekty, jak i całe ich kompleksy, czy wręcz i całe miejscowości, a nawet miasta (np. Czarnobyl, Prypeć). Opuszczone miejsca są penetrowane najpierw przez ludność tubylczą, która często dokonuje aktów wandalizmu oraz nanoszenia graffiti. Eksploratorzy muszą liczyć się z zagrożeniami, np. zapadające się podłogi, spadające sufity i dachy, stłuczone szkło, ostre krawędzie metalowe (nierzadko skorodowane), obecność chemikaliów i szkodliwych substancji (m.in. azbestu), nieznany stan bakteriologiczny terenu, wrogo nastawieni mieszkańcy, a czasem wykrywacze ruchu. Dla ochrony dróg oddechowych niektórzy eksploratorzy noszą maski i pochłaniacze.
Niektóre popularne cele eksploracji to opuszczone parki rozrywki, elewatory zbożowe, silosy rakietowe, szpitale, szpitale psychiatryczne i sanatoria.
Większość, o ile nie wszyscy eksploratorzy nieużytków, uważają rozkład opuszczonych budynków za ich zaletę i wartość estetyczną. Wielu z tych eksploratorów to fotografowie. Niektóre opuszczone miejsca są mocno chronione przez czujniki ruchu i służby ochrony. Inne są łatwo dostępne i ich eksploracja nie przedstawia większego problemu. Nieużytki są także popularne wśród ludzi interesujących się historią, miejskich archeologów, łowców duchów i fanów sztuki graffiti.

### Czynne budynki

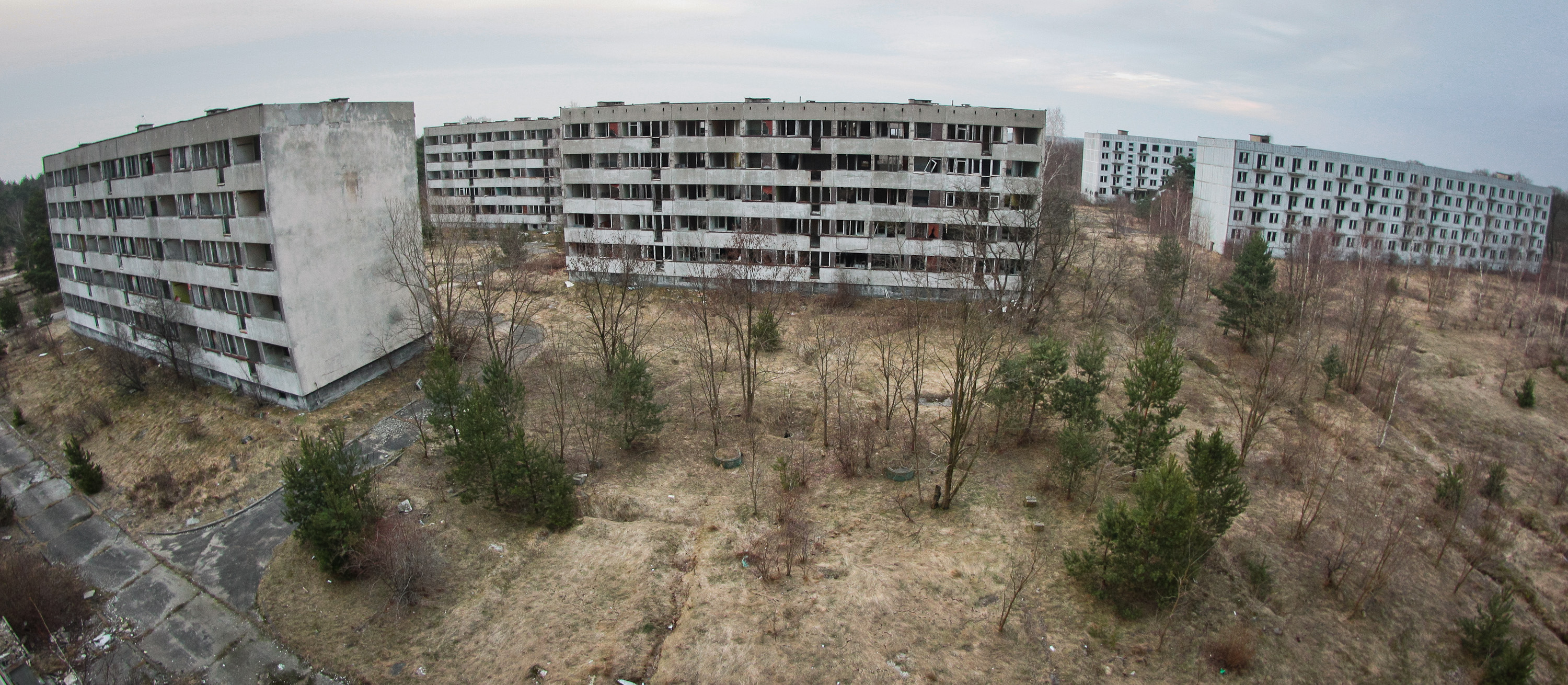
Opuszczone bloki mieszkalne, Pstrąże

Inny aspekt miejskiej eksploracji to badanie czynnych, aktualnie użytkowanych budynków. Oznacza to oglądanie chronionych, niedostępnych dla zwykłych ludzi stref, maszynowni, dachów, szybów wind, opuszczonych pięter i innych miejsc, zwykle nieoglądanych. Termin infiltracja jest często wiązany z tym aspektem urban exploration.

### Katakumby

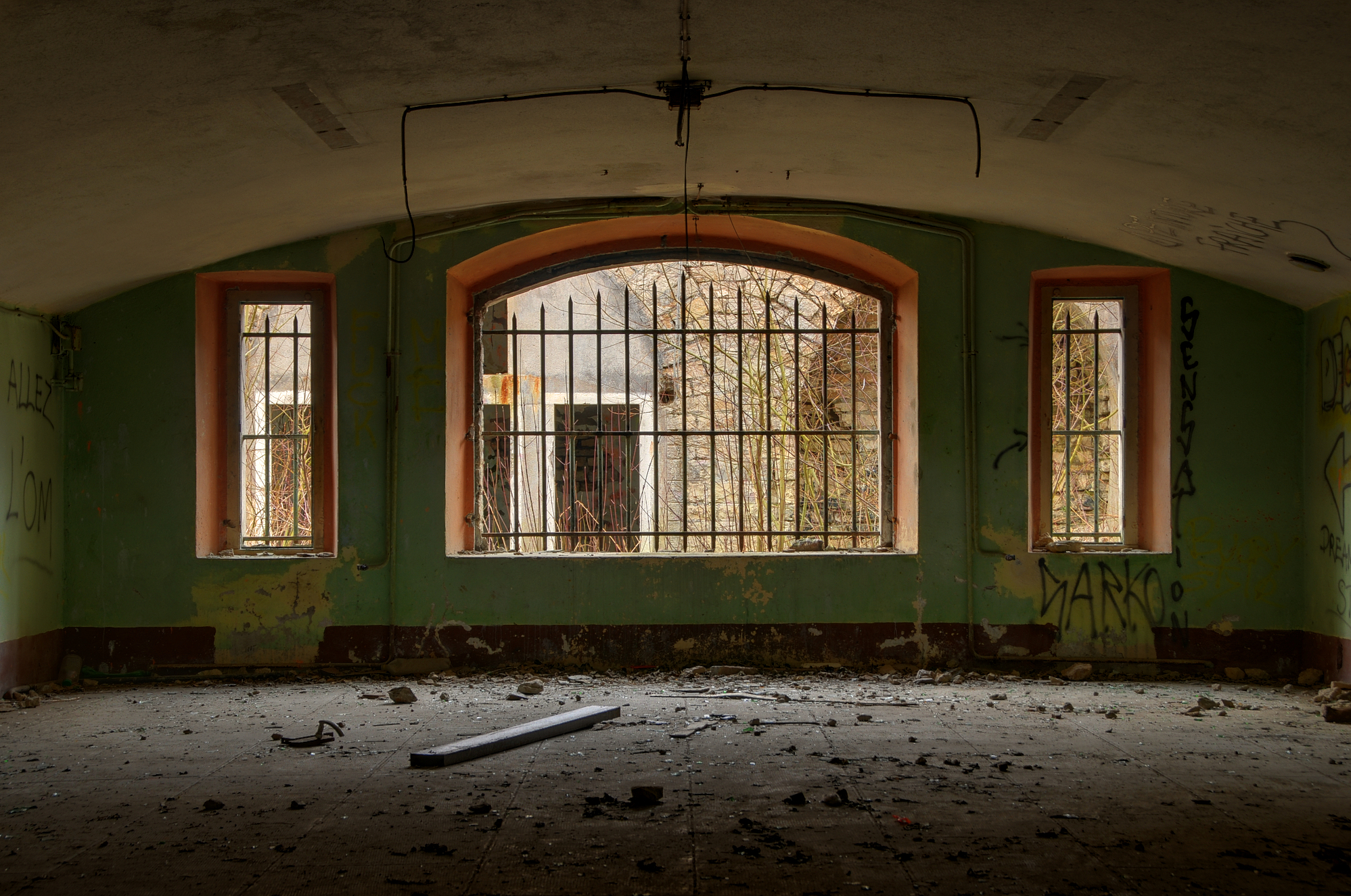
Wnętrze Fort du Salbert, Belfort

Katakumby, które można spotkać w Paryżu, Rzymie, Neapolu czy Odessie były badane przez eksploratorów miejskich. Szczególnie wielkim zainteresowaniem cieszą się katakumby pod Paryżem, ze względu na ich obszerność i historię.

### Kanały ściekowe i burzowe
Zwiedzanie kanałów burzowych, określane jako draining, to kolejna popularna forma UE. Powstały nawet grupy, które koncentrują się tylko na tej formie eksploracji, jak na przykład Cave Clan w Australii. Draining posiada własny zbiór zasad, z których najważniejszą jest When it rains, no drains (Kiedy pada, nie wchodź do kanałów).
Niewielka część eksploratorów wchodzi do kanałów sanitarnych. Czasem są one jedynym przejściem do jaskiń lub innych formacji podziemnych. Kanały są jednymi z najbardziej niebezpiecznych miejsc do eksploracji.

### Tunele tranzytowe
Część eksploratorów miejskich zajmuje się eksploracją czynnych i opuszczonych tuneli metra czy kolei. Przebywanie w takich miejscach grozi wysokimi karami w większości miast, przez co ten typ eksploracji jest rzadko upubliczniany. Mimo to, wyprawy do takich tuneli odbywają się we wielu większych miastach świata, jak choćby Londyn czy Nowy Jork.

### Tunele techniczne
Uniwersytety i inne duże instytucje, takie jak szpitale, często rozprowadzają parę ogrzewającą budynki z centralnej kotłowni. Wiele z tych tuneli parowych, jak na przykład te na kampusach uczelnianych, posiadają wieloletnią tradycję eksploracji przez studentów. Na MIT było to określane mianem vaddingu, aczkolwiek obecnie takie działania nazywa się hackowaniem dachów i tuneli.
Tunele parowe w ostatnich latach zostały zabezpieczone, głównie ze względu na wykorzystywanie tych tuneli do instalacji sieciowych.
Niektóre tunele parowe są brudne, bez oświetlenia i z temperaturą osiągającą 46 °C. Inne mają betonową podłogę, jasne oświetlenie i przyjemne, chłodne powietrze. Większość tuneli parowych posiada duże wentylatory wciągające świeże powietrze i wypychające gorące powietrze z drugiej strony.

## Zasady eksploracji
Urban exploration, pomimo że zdaje się łamać pewne zasady (np. nieuprawnione dostawanie się do miejsc strzeżonych), kieruje się coraz częściej pewnymi zasadami, które są rozpowszechniane w środowisku miłośników tego typu aktywności. Mają one na celu zbudowanie dobrego imienia samej idei urban exploration, ale i ochrony miejsc odwiedzanych przez ludzi. Wśród zasad tych można znaleźć:
- nieupublicznianie informacji o lokalizacji odwiedzanych obiektów – celem uniknięcia ściągnięcia w miejsca te wandali;
- zakaz dewastowania odwiedzanych miejsc;
- zezwolenie na dokonywanie dokumentacji foto-wideo odwiedzanych miejsc, zgodnie z zasadą: „Zabierz swoje zdjęcia, zostaw tylko ślady stóp”.[4]

Zasady eksploracji w duchu urban exploration nie są w żaden sposób skodyfikowane, czy prawnie ulokowane, są jedynie popularyzowane na blogach i forach poświęconych tej formie aktywności.

## Bezpieczeństwo i legalność
Odwiedzanie opuszczonych miejsc może z jednej strony budzić różne emocje, np. kojarząc się z miejscami, które dotknęła jakaś tragedia, z drugiej zaś budzić świadomość pewnych lokalnych zagrożeń (np. promieniowanie radioaktywne), a wreszcie i być błędnie odbierane jako chęć zdewastowania pewnych obiektów. Często przebywanie czy przedostawanie się na teren takich obiektów odbywa się na granicy prawa. Są to bowiem często obiekty zamknięte, nierzadko strzeżone, wymagające pokonania zapór pod postacią płotów, bram i innych konstrukcji mających powstrzymać potencjalnych intruzów przed wejściem na teren obiektu. Bez względu jednak na sposób zabezpieczenia obiektu (lub brak tych zabezpieczeń przy zastosowaniu jedynie tablic zakazujących wstępu) obiekty takie mają swoich prawnych właścicieli, jak np. jednostki samorządu terytorialnego (np. opuszczone szpitale), czy osoby prywatne. W związku z tym przebywanie na takich obiektach bez odpowiedniego zezwolenia właściciela tego obiektu jest niezgodne z prawem obowiązującym w Polsce i innych państwach świata.
Kwestie prawne często wiążą się z bezpieczeństwem poruszania się po tego typu obiektach – zakaz wstępu na ich teren wynika z faktu, że są to budowle potencjalnie niebezpieczne dla odwiedzających, np. grożące zawaleniem się. Na ich terenie mogą znajdować się również niebezpieczne substancje chemiczne, czy nawet związki radioaktywne. Wypadki mające miejsce na terenie tego typu obiektów są potwierdzeniem, że stanowią one poważne zagrożenie dla zdrowia i życia odwiedzających. W czerwcu 2013 roku na terenie opuszczonego zamku w Rosji zginął 9-letni chłopiec, który spadł z wysokości 6 metrów na klatce schodowej, z kolei w marcu 2015 roku w australijskim Brisbane para kajakarzy postanowiła wpłynąć do nieczynnego tunelu deszczowego, jednak ze względu na padający deszcz utknęli tam i jedna z osób utonęła. Najczęstszymi wypadkami są jednak zazwyczaj upadki z dużych wysokości spowodowane niestabilnością podłoża lub jego słabą wytrzymałością, bądź ze względu na panujące w obiektach ciemności sprawiające, że osoby penetrujące obiekt nie są w stanie w porę dostrzec potencjalnych zagrożeń, takich jak różnego rodzaju otwory czy wyrwy w podłożu.